# Dänische Fußballnationalmannschaft
Die dänische Fußballnationalmannschaft (dänisch Danmarks herre-fodboldlandshold) ist die Auswahl der besten Fußballspieler des dänischen Fußballverbandes. Die Mannschaft nahm sechsmal an Weltmeisterschaften und neunmal an Europameisterschaften teil, wobei sie 1992 Europameister wurde.

## Geschichte

### Vor 1979
Am 18. April 1897 spielte eine dänische Auswahl erstmals in einem inoffiziellen Spiel und bestritt dies in Hamburg gegen eine Auswahl aus Altona. Bei den Olympischen Zwischenspielen 1906 in Athen gewann Dänemark die Goldmedaille. Beim ersten offiziellen Länderspiel der dänischen Nationalmannschaft handelt es sich um den 9:0-Sieg während der Olympischen Spiele 1908 im White City Stadium in London gegen die B-Mannschaft Frankreichs. Keine drei Tage später gewann die dänische Mannschaft gegen das A-Team der Franzosen mit 17:1 und erreichte somit das Endspiel, in dem die Dänen gegen den Gastgeber mit 0:2 verloren. Zwei Jahre später – am 5. Mai 1910 – folgte am Sct. Markus-Platz in Kopenhagen das erste Länderspiel auf dänischem Boden, in welchem man England empfing und mit einem 2:1-Erfolg Revanche nahm. Bei den Olympischen Spielen 1912 in Stockholm scheiterte man nach Siegen gegen Norwegen und die Niederlande erneut im Finale gegen England. In den ersten zehn Jahren wurden insgesamt 37 Partien ausgetragen, wovon lediglich neun mit einer Niederlage endeten. Weitere zwei Partien endeten mit einem Unentschieden, während die dänische Mannschaft 26 Erfolge verbuchen konnte. Nach dem Zweiten Weltkrieg gewannen die Dänen bei den Olympischen Spielen 1948 die Bronzemedaille und 1960 zum dritten Mal die Silbermedaille. Die Leistungsschwankungen beziehungsweise die mangelnde Professionalität – zu diesem Zeitpunkt war im dänischen Fußball das Profitum nicht gestattet – drückte sich an einem Spiel im Spätsommer 1961 aus: Am 20. September 1961 kam es in Düsseldorf zu einem Aufeinandertreffen mit Westdeutschland und gegen die Elf um Uwe Seeler unterlagen die Dänen mit 1:5. Auch wegen den Erfolgen bei den Olympischen Spielen in den Jahren 1948 und 1960 wehrte sich der dänische Fußballverband gegen das Profitum. 1969 folgte die erste Lockerung der Regel, ehe ab 1971 auch Profis in der dänischen Nationalmannschaft spielen konnten.

### Ära Piontek (1979–1990)
Zum 1. Juli 1979 wurde der Deutsche und ehemalige Bundesligaspieler Sepp Piontek neuer Trainer der dänischen Nationalmannschaft. Nach einem holprigen Start mit zwei Niederlagen in der Qualifikation für die Europameisterschaft 1980 gegen England und Bulgarien, errang Dänemark unter Piontek kurze Zeit später einen Achtungserfolg mit einem 3:1-Sieg in einem Testspiel in Cádiz gegen Spanien. Die Teilnahme an der EM-Endrunde in Italien wurde zwar verfehlt, doch im Lager der dänischen Mannschaft und im Verband ging man davon aus, dass die Qualifikation für die Weltmeisterschaft 1982 erfolgreicher verlaufen würde und man dabei sein werde. In diese startete die Elf von Sepp Piontek allerdings mit drei Niederlagen, doch ein Höhepunkt in der Qualifikation war der 3:1-Auswärtssieg gegen den späteren Titelträger Italien. Zusammen mit dem Auswärtssieg gegen Spanien zwei Jahre zuvor wurde der Erfolg gegen die Squadra Azzurra als Andeutung für eine erfolgreiche Zukunft der dänischen Nationalmannschaft angesehen.
Tatsächlich sollte die Zukunft wirklich besser werden, denn nach einem 1:0-Sieg im Wembley-Stadion in London gegen die gastgebenden Engländer im Jahr 1983 qualifizierte sich Dänemark für die Europameisterschaft 1984 in Frankreich. Dort spielten die Skandinavier in einer Gruppe mit den gastgebenden Franzosen, Belgien und Jugoslawien. Nach einer 0:1-Niederlage im Eröffnungsspiel gegen Frankreich, bei der sich auch Stürmer Allan Simonsen verletzte und für den Rest des Turniers ausfiel, verliefen die nächsten Spiele für die dänische Mannschaft unter dem Motto „Danish Dynamite“ erfolgreich: Jugoslawien wurde durch Treffer Arnesen (zwei Tore), Preben Elkjær Larsen, Berggreen und Lauridsen mit 5:0 besiegt. Im letzten und entscheidenden Spiel gegen die Belgier hätte aufgrund der schlechteren Tordifferenz des Gegners bereits eine Punkteteilung für den Einzug in das Halbfinale ausgereicht, doch die Belgier, die aus der eigenen Liga einige dänische Spieler kannten (beispielsweise spielten Morten Olsen, Kenneth Brylle und Arnesen beim RSC Anderlecht) gingen mit 2:0 in Führung. Den Dänen gelang es allerdings, das Spiel zu drehen und sie gewannen mit 3:2.
Durch den Sieg waren die Dänen für das Halbfinale qualifiziert und trafen dort auf Spanien. Nach sieben Minuten ging Dänemark durch Søren Lerby in Führung. Nachdem auf beiden Seiten die Chancen vergeben worden waren und nach 120 Minuten ein 1:1 auf der Anzeigetafel geprangt hatte, kam es zum Elfmeterschießen, wo Preben Elkjær Larsen seinen Elfmeter verschoss und Dänemark somit ausschied.
Nachdem die dänische Nationalmannschaft auch die Qualifikation zur Weltmeisterschaft 1986 in Mexiko erfolgreich bestanden und dabei auch die Sowjetunion vor 50.000 Zuschauern besiegt hatte, errang sie die erstmalige Teilnahme an einer Weltmeisterschaftsendrunde. Im Auftaktspiel schlug das Team Schottland mit 1:0 und im zweiten Spiel gelang gegen Uruguay ein 6:1-Erfolg. Durch einen 2:0-Sieg gegen Westdeutschland – dem ersten Aufeinandertreffen zwischen den beiden Nationen seit Anfang der 1970er-Jahre – errang Dänemark den Gruppensieg und traf im Achtelfinale – genau wie vor zwei Jahren bei der Europameisterschaftsendrunde – auf Spanien. Dort gingen die Dänen in Führung, doch nach einem Fehlpass von Jesper Olsen folgte der Ausgleich der Spanier; durch unter anderem vier Treffer von Emilio Butragueño gewannen die Iberer mit 5:1. In der Qualifikation für die Europameisterschaft 1988 in Westdeutschland war es Dänemark gelungen, die Teilnahme trotz lediglich vier eigener erzielter Treffer zu erringen; allerdings haben die Skandinavier lediglich zwei Tore selbst kassiert. In der Gruppenphase bei besagter Endrunde traf die dänische Nationalmannschaft auf Spanien, Italien und Westdeutschland; eine überalterte dänische Elf schied nach drei Niederlagen in drei Spielen aus dem Turnier aus. Auf diese Europameisterschaftsendrunde folgte die Qualifikation für die Weltmeisterschaft 1990 in Italien: nach zwei Unentschieden gegen Bulgarien und Griechenland folgten zwei Erfolge gegen selbige Teams, darunter ein 7:1-Sieg gegen die Griechen. Am 18. Juni 1989 wurde Morten Olsen, der seine aktive Karriere beendete, aus der Nationalmannschaft verabschiedet, wobei ihm beim 4:0-Sieg gegen Brasilien – es war sein 102. Länderspiel – ein Tor gelang. Im letzten und entscheidenden Spiel gegen Rumänien hätte ein Punkt gereicht, um sich für die Weltmeisterschaftsendrunde in Italien zu qualifizieren, doch trotz einer 1:0-Führung verlor Dänemark mit 1:3 und verpasste die Weltmeisterschaft. Am 2. Februar 1990 gab Sepp Piontek am Rande der Auslosung der Gruppen für die Qualifikation für die Europameisterschaft 1992 in Schweden seinen Rücktritt bekannt.

### Europameistertitel 1992 unter Møller Nielsen (1990–1996)
Als Favorit für die Nachfolge von Piontek wurde Horst Wohlers gehandelt, doch sein Klub Bayer 05 Uerdingen verweigerte die Freigabe. Neuer Trainer der dänischen Nationalmannschaft wurde schließlich der bisherige Nachwuchsnationaltrainer Richard Møller Nielsen, der auch als Co-Trainer von Sepp Piontek fungiert hatte. Hans Bjerg-Pedersen, ein Kenner des dänischen Fußballs, der auch der Chef von Lyngby BK war, und Jørgen Mikkelsen, ein ehemaliger Vorsitzender von Odense BK, hatten vor der Inthronisierung von Møller Nielsen Stimmung gegen ihn betrieben. Bjerg-Pedersen erinnerte an ein „Jugendländerspiel“ zwischen Dänemark und Bulgarien, welches die von Richard Møller Nielsen betreute dänische Mannschaft mit 0:7 verlor, wobei nach Bjerg-Pedersens Ansicht in taktischer Hinsicht Møller Nielsen „eine reine Katastrophe“ war. Auch seine Erfolge als Trainer der Olympiamannschaft wurden relativiert. Zum Auftakt der EM-Qualifikation folgte ein 4:1 gegen die Färöer-Inseln, ehe man im Auswärtsspiel gegen Nordirland ein 1:1 errang. Daraufhin verlor Dänemark mit 0:2 gegen Jugoslawien; die jugoslawische Mannschaft war als der größte Gegner im Kampf um den Platz bei der EM gehandelt worden. Daraufhin zogen sich die Laudrup-Brüder Michael und Brian aus der Nationalmannschaft zurück. Dem sowohl in der dänischen Presse als auch teilweise in der dänischen Mannschaft umstrittenen Richard Møller Nielsen gelang daraufhin am 1. Mai 1991 im Rückspiel gegen die Jugoslawen ein 2:1-Sieg. Obwohl die restlichen Spiele in der Qualifikation allesamt gewonnen wurden, wurde die Teilnahme am Endturnier in Schweden um einen Punkt verpasst. Da der Gruppensieger aus Jugoslawien aufgrund des Jugoslawienkrieges vom Turnier ausgeschlossen wurde, rückte Dänemark nach. Legenden zufolge sei die Mannschaft aus dem Urlaub geholt wurden, doch die dänische Liga war bis drei Tage vor dem Auftaktspiel bei der EM im Betrieb und am 3. Juni 1992 absolvierte die dänische Nationalmannschaft in Brøndby gegen die GUS ein Testspiel. Im ersten Spiel gegen England gab es – trotz eines Pfostenschusses von John Jensen – ein 0:0, im zweiten Spiel gegen Gastgeber Schweden verloren die Dänen mit 0:1. Im letzten und entscheidenden Spiel gegen Frankreich gewann die dänische Elf durch ein Tor des für den zurückgekehrten Brian Laudrup eingewechselten Lars Elstrup mit 2:1 und aufgrund des Sieges der Schweden im Parallelspiel gegen England zog Dänemark ins Halbfinale ein. Dort trafen die Skandinavier auf den Turnierfavoriten aus den Niederlanden. Nach 120 Minuten stand es 2:2 und nachdem im Elfmeterschießen der Niederländer Marco van Basten verschossen und Kim Christofte danach getroffen hatten, standen die Dänen im Finale. Dort schlugen sie den favorisierten Weltmeister Deutschland durch Tore von John Jensen und Kim Vilfort mit 2:0. Somit erreichte das Team als Turniernachrücker überraschend den bisher größten Erfolg der dänischen Nationalmannschaft.
In der Qualifikation für die Weltmeisterschaft 1994, in der die Gegner Lettland, Litauen, die Republik Irland, Nordirland, Spanien und Albanien waren, scheiterten sie denkbar knapp, nachdem von zwölf Spielen vier mit einer Punkteteilung geendet hatten und sieben Partien hatten gewonnen werden können. Dabei fehlte ein einziges Tor zur Teilnahme; Irland hatte die gleiche Tordifferenz wie Dänemark (+13). In der Vorausscheidung um die Teilnahme an der Europameisterschaft 1996 traf die dänische Mannschaft auf Mazedonien, Belgien, erneut auf Spanien, Zypern sowie Armenien und qualifizierte sich dabei als einer der besten Gruppenzweiten für das Turnier. Bei der Endrunde 1996 in England waren die Dänen somit dabei. „Planmäßig“ gab es im Auftaktspiel gegen Portugal ein 1:1. Darauf folgte allerdings ein 0:3 gegen Kroatien. Im letzten und entscheidenden Spiel gegen die Türkei gewannen die Dänen zwar mit 3:0, schieden allerdings aufgrund des Ergebnisses im Parallelspiel aus. Richard Møller Nielsen trat daraufhin als Nationaltrainer zurück.

### Zeit unter Bo Johansson und erste Olsen-Jahre (1996–2004)
Der dänische Fußballverband bestimmte als Nachfolger den 54-jährigen Schweden Bo Johansson, der als ausgewiesener Menschenkenner gilt. In der Qualifikation für die Weltmeisterschaft 1998 traf Dänemark auf Slowenien, Griechenland, wie bei der EM-Endrunde 1996 auf Kroatien sowie auf Bosnien-Herzegowina. Die Qualifikation für das Weltturnier 1998 in Frankreich war der dänischen Mannschaft erst am letzten Spieltag gelungen, nachdem vor 77.000 Zuschauern in Athen gegen Griechenland ein 0:0 erreicht wurde und Torwart Peter Schmeichel eine überragende Leistung zeigte. Nachdem es in den Testspielen vor dem Endturnier drei Niederlagen gegen Norwegen (0:2), Schweden (0:3) und Kamerun (1:2) gegeben hatte, startete Dänemark mit einem 1:0-Erfolg gegen Saudi-Arabien durch ein Tor von Marc Rieper in das Turnier. Nachdem im zweiten Spiel die dänische Mannschaft gegen Südafrika nicht über ein 1:1 hinausgekommen war, verlor sie das entscheidende Spiel gegen Gastgeber Frankreich mit 1:2, allerdings reichte es zum Achtelfinaleinzug. In der Runde der letzten 16 gewann Dänemark gegen Nigeria nach Toren von Peter Møller, Brian Laudrup, dem eingewechselten Ebbe Sand und Thomas Helveg mit 4:1. Im Viertelfinale ging es gegen Titelverteidiger Brasilien und nach der schnellen Führung durch Martin Jørgensen für die mit- und dagegenhaltenden Dänen war es den Brasilianern gelungen, das Spiel zu drehen, ehe Brian Laudrup das 2:2 erzielte. Im Endeffekt gewann Brasilien mit 3:2, allerdings schieden die Dänen erhobenen Hauptes aus.
In der folgenden EM-Qualifikation hießen die Gegner Belarus, Wales, Schweiz und Italien. Nach der Europameisterschaft 2000 in den Niederlanden und Belgien, für die sich die Dänen über die Relegation gegen Israel qualifizierten und wo sie nach der Gruppenphase ausschieden – die Gegner waren der amtierende Weltmeister Frankreich, Co-Gastgeber Niederlande sowie Tschechien –, übernahm Morten Olsen das Amt des Nationaltrainers. Dieser führte dann die dänische Nationalmannschaft durch die Qualifikation zur Weltmeisterschaft 2002 und in der Vorausscheidung kam es zu einem Kräftemessen mit Island, Nordirland, Bulgarien, Malta und Tschechien. Dabei gelang den Dänen der Gruppensieg. Bei der Weltmeisterschaft 2002 in Japan und Südkorea bildeten Jon Dahl Tomasson und Ebbe Sand den Sturm. Dabei erreichte Dänemark unter anderem durch ein 2:0 gegen Weltmeister Frankreich den Gruppensieg und das Achtelfinale, in dem sie durch eine 0:3-Niederlage gegen England ausschieden. Bei der zwei Jahre später in Portugal stattfindenden Europameisterschaft – Dänemark traf in der Qualifikation auf Luxemburg, Rumänien, Bosnien-Herzegowina sowie auf Norwegen und wurde Gruppensieger – startete die dänische Mannschaft mit einem torlosen Unentschieden gegen Italien, gewann allerdings das zweite Spiel gegen Bulgarien mit 2:0. Im letzten Spiel gegen Schweden hätte beiden Teams ein Unentschieden ab 2:2 für den Einzug ins Viertelfinale gereicht. In diesem Spiel führte Dänemark bis kurz vor Schluss mit 2:1, ehe Mattias Jonsson der Ausgleich für die Schweden gelang und beide Mannschaften somit tatsächlich ins Viertelfinale einzogen. Das Spiel wurde vor und nach dem Spiel in der italienischen Öffentlichkeit kontrovers diskutiert. Im Viertelfinale verlor Dänemark gegen Tschechien mit 0:3 und schied somit aus.

### Weitere elf Jahre unter Morten Olsen (2004–2015)
In der Qualifikation für die Weltmeisterschaft 2006 auf die Ukraine, Albanien, die Türkei, Georgien, Griechenland sowie Kasachstan und verpasste als Gruppendritter die WM in Deutschland. Trotzdem blieb Morten Olsen Nationaltrainer und führte die dänische Elf durch die Qualifikation für die Europameisterschaft, in der die Gegner Island, Nordirland, Liechtenstein, Spanien, Schweden und Lettland hießen. Auch wegen des in der 89. Minute beim Stande von 3:3 abgebrochenen Spiels in Kopenhagen gegen Schweden – das Spiel wurde am grünen Tisch mit 0:3 für Schweden gewertet – wurde Dänemark Gruppenvierter und verpasste somit die EM-Endrunde in Österreich und der Schweiz. Ungeachtet dessen blieb Olsen im Amt und begleitete Dänemark durch die Qualifikation für die Weltmeisterschaft 2010 und dort hießen die Gegner Ungarn, Portugal, Malta, Albanien sowie erneut Schweden und qualifizierte sich als Gruppensieger vor den Portugiesen für das Turnier in Südafrika. Dort schieden die Dänen bereits nach der Gruppenphase aus, nachdem lediglich das zweite Gruppenspiel gegen Kamerun hatte gewonnen werden können (2:1) und die anderen Gruppenspiele – zum Auftakt gegen die Niederlande und zum Abschluss gegen Japan – mit einer Niederlage geendet hatten (0:2 gegen die Niederlande und 1:3 gegen Japan). Daraufhin stand die Qualifikation zur Europameisterschaft 2012 kam es zu Duellen mit Island, erneut Portugal sowie Norwegen und Zypern und erneut wurden die Dänen Gruppensieger vor den Portugiesen, nachdem am letzten Spieltag in Kopenhagen die Lusitanier mit 2:1 geschlagen worden waren. Bei der EM-Endrunde in Polen und der Ukraine traf Dänemark in der Gruppenphase auf den Vize-Weltmeister aus den Niederlanden, auf den Qualifikationsgegner Portugal und auf den WM-Dritten Deutschland. Auch hier stand – trotz eines überraschenden Sieges zum Auftakt gegen die Niederlande – das Ausscheiden nach den Gruppenspielen. In der Qualifikation zur Weltmeisterschaft 2014 spielte Dänemark gegen Tschechien, Bulgarien, Vize-Europameister Italien, Armenien und Malta. Nach zwei Niederlagen – darunter eine 0:4-Heimniederlage gegen Armenien – sowie jeweils drei Unentschieden und Siegen kam es am vorletzten Spieltag zum Aufeinandertreffen in Kopenhagen mit den Italienern und nur ein Sieg würde eine Chance auf die Teilnahme an den Play-off-Spielen sichern. Nach einem zwischenzeitlichen Rückstand führte Dänemark bis in die Nachspielzeit mit 2:1, ehe den Italienern der Ausgleich gelang. Dänemark verpasste als schlechtester Gruppenzweiter schließlich die WM-Teilnahme in Brasilien. In der Qualifikation zur Europameisterschaft 2016 kam es erneut zu einem Aufeinandertreffen mit Armenien sowie zu Spielen gegen Albanien, Portugal und Serbien. Nach nur einer Niederlage bei gleichfalls einer Punkteteilung gegen Albanien sowie zwei Siegen hatte die dänische Mannschaft eine gute Ausgangsposition und belegte eines der zwei Plätze, die zur direkten Qualifikation für die EM-Endrunde in Frankreich berechtigten. Doch nach zwei Unentschieden gegen Albanien und Armenien sowie einer Niederlage im letzten Spiel gegen die Portugiesen rutschte Dänemark auf den dritten Platz ab und musste in die Ausscheidungsspiele gegen Schweden, wo man mit einer 1:2-Auswärtsniederlage sowie einem 2:2-Unentschieden vor eigenem Publikum den Kürzeren zog und somit das Turnier verpasste. Morten Olsen trat daraufhin nach 15 Jahren Amtszeit als Nationaltrainer zurück.

### Gegenwart (seit 2016)
Sein Nachfolger wurde der Norweger Åge Hareide. In der Qualifikation für die Weltmeisterschaft 2018, in der die Gegner zum dritten Mal nacheinander Armenien sowie Polen, Montenegro, Kasachstan und Rumänien hießen, belegte Dänemark mit 20 Punkten den zweiten Tabellenplatz und qualifizierte sich über die Ausscheidungsspiele gegen Irland für die Weltmeisterschaftsendrunde. Im Rückspiel vor 51.700 Zuschauern in Dublin lag die dänische Mannschaft anfänglich mit 0:1 zurück, letztlich gewannen sie das Spiel mit 5:1. Bei der Endrunde in Russland erreichten die Dänen das Achtelfinale, nachdem in einer Gruppe mit Peru, Australien sowie dem späteren Weltmeister Frankreich der zweite Platz belegt worden war, und schieden dort im Elfmeterschießen gegen den späteren Finalisten Kroatien aus. In der Qualifikation zur europaweit ausgetragenen und für 2020 vorgesehenen Europameisterschaft waren die Gegner die Schweiz sowie Irland, Gibraltar und Georgien. Mit einem 1:1-Unentschieden im letzten Spiel gegen die Iren qualifizierte sich Dänemark für die EM-Endrunde, die aufgrund der COVID-19-Pandemie auf das Jahr 2021 verschoben wurde; zwischenzeitlich lief der Vertrag von Åge Hareide aus und Kasper Hjulmand wurde sein Nachfolger. Die Gruppengegner waren Finnland sowie Belgien und Russland und alle drei Gruppenspiele wurden im heimischen Parken in Kopenhagen ausgetragen. Im Auftaktspiel gegen den EM-Neuling aus Finnland verloren die Dänen mit 0:1, wobei diese Partie durch den Zusammenbruch ihres Kapitäns Christian Eriksen überschattet wurde. Im zweiten Gruppenspiel gegen die Belgier führten die Dänen früh durch ein Tor von Yussuf Poulsen mit 1:0, verloren allerdings mit 1:2. Im letzten und entscheidenden Gruppenspiel benötigte Dänemark einen eigenen Sieg sowie eine Niederlage der Finnen im Parallelspiel gegen Belgien, um als Gruppenzweiter sich sicher für das Achtelfinale zu qualifizieren. Die dänische Mannschaft gewann mit 4:1 und da Finnland im Parallelspiel mit 0:1 verlor, qualifizierte sich „Danish Dynamite“ für das Achtelfinale. In diesem Spiel, welches in der Johan-Cruyff-Arena in Amsterdam ausgetragen wurde, traf die dänische Nationalmannschaft auf Wales und gewann mit 0:4, ehe im Viertelfinale im aserbaidschanischen Baku Tschechien wartete. Dänemark gewann mit 2:1 und qualifizierte sich somit zum ersten Mal seit 1992, als bei der Europameisterschaft 1992 in Schweden der Titel geholt wurde, wieder für ein Halbfinale und der Gegner war England im Wembley-Stadion in London. In dieser Partie gingen die Dänen durch einen Freistoß von Mikkel Damsgaard mit 1:0 in Führung, kassierten allerdings durch ein Eigentor von Simon Kjær das 1:1 und die Partie ging in die Verlängerung. In der 103. Minute erhielt die englische Mannschaft einen für die Öffentlichkeit fragwürdigen Elfmeter, den der dänische Torwart Kasper Schmeichel zwar zunächst halten konnte, allerdings traf Englands Stürmer Harry Kane im Nachschuss und Dänemark verlor am Ende mit 1:2 nach Verlängerung.
Zwischenzeitlich lief die Qualifikation für die Weltmeisterschaft 2022 und dort kam es zu Aufeinandertreffen mit Israel, Moldawien, Österreich, Schottland sowie den Färöer-Inseln. Mit neun Siegen sowie nur einer Niederlage qualifizierte sich Dänemark für die in der Öffentlichkeit umstrittene WM-Endrunde in Katar. Vor der WM gab es noch die Nations League, wo in der Liga A die Gruppengegner der seinerzeit amtierende Weltmeister Frankreich sowie Österreich und Kroatien – seinerzeit der Vize-Weltmeister – hießen. Die „Équipe Tricolore“ wurde in beiden Spielen geschlagen, doch letztlich reichte es nur für Platz zwei hinter den Kroaten, gegen die beide Spiele verloren wurden. Bei der Weltmeisterschaft in Katar, die aufgrund der dortigen klimatischen Verhältnisse erst Ende 2022 stattfand, bekam man es in der Gruppenphase mit Tunesien zu tun, weitere Gruppengegner waren abermals Frankreich sowie genau wie bei der letzten WM-Endrunde Australien. Im Auftaktspiel gegen die Tunesier kam man nicht über ein enttäuschendes torloses Unentschieden hinaus, gegen die Franzosen sowie im entscheidenden Spiel gegen die Australier gab es zwei Niederlagen, womit die Dänen etwas überraschend als Gruppenletzter ausschieden. Trotz des frühen WM-Aus hielt Peter Møller, Fußballdirektor des DBU, an Kasper Hjulmand fest.
Im Kalenderjahr 2023 fand dann die Qualifikation für die EM 2024 in Deutschland statt und in einer Gruppe mit Finnland, Kasachstan, Nordirland, Slowenien sowie San Marino „Danish Dynamite“ als Favorit. Der Auftakt verlief mit einem 2:1-Erfolg gegen die Finnen erfolgreich, doch in der Folgezeit geriet Dänemark teils ins Straucheln, denn in Kasachstan gab es trotz einer 2:0-Führung eine 2:3-Niederlage. Da die Dänen im Oktober 2023 das Auswärtsspiel in San Marino „nur“ mit 2:1 gewannen und dabei zwischenzeitlich ein Gegentreffer kassierten, forderten nicht wenige die Entlassung von Kasper Hjulmand, doch DBU-Fußballdirektor Peter Møller stärkte ihm erneut den Rücken. Dänemark qualifizierte sich dennoch als Gruppensieger für das Turnier in der Bundesrepublik. Dort bekamen sie es genau wie in der Qualifikation mit Slowenien zu tun, zudem stand die Neuauflage des Halbfinales der vergangenen EM gegen die „Three Lions“ aus England sowie ein Aufeinandertreffen mit den Serbien an. Mit drei Unentschieden in allen drei Gruppenpartien erreichte Dänemark das Achtelfinale und traf dort auf Gastgeber Deutschland. Dort wurde ein Tor von Joachim Andersen zur vermeintlichen 1:0-Führung der Dänen die Anerkennung verweigert. Dänemark verlor mit 0:2 und schied schließlich aus dem Wettbewerb aus. Kasper Hjulmand trat daraufhin als Nationaltrainer zurück.
Interimsmäßig übernahm Lars Knudsen, gleichzeitig Co-Trainer beim FC Augsburg, die Nationalmannschaft. In der Gruppenphase der Liga A in der Nations League bekommt „Danish Dynamite“ es mit der Schweiz, erneut den Serben sowie Europameister Spanien zu tun. Am 24. Oktober wurde Brian Riemer als neuer Nationaltrainer vorgestellt. Er erhält einen Vertrag bis zur WM 2026.

## Dänemark bei den Olympischen Spielen

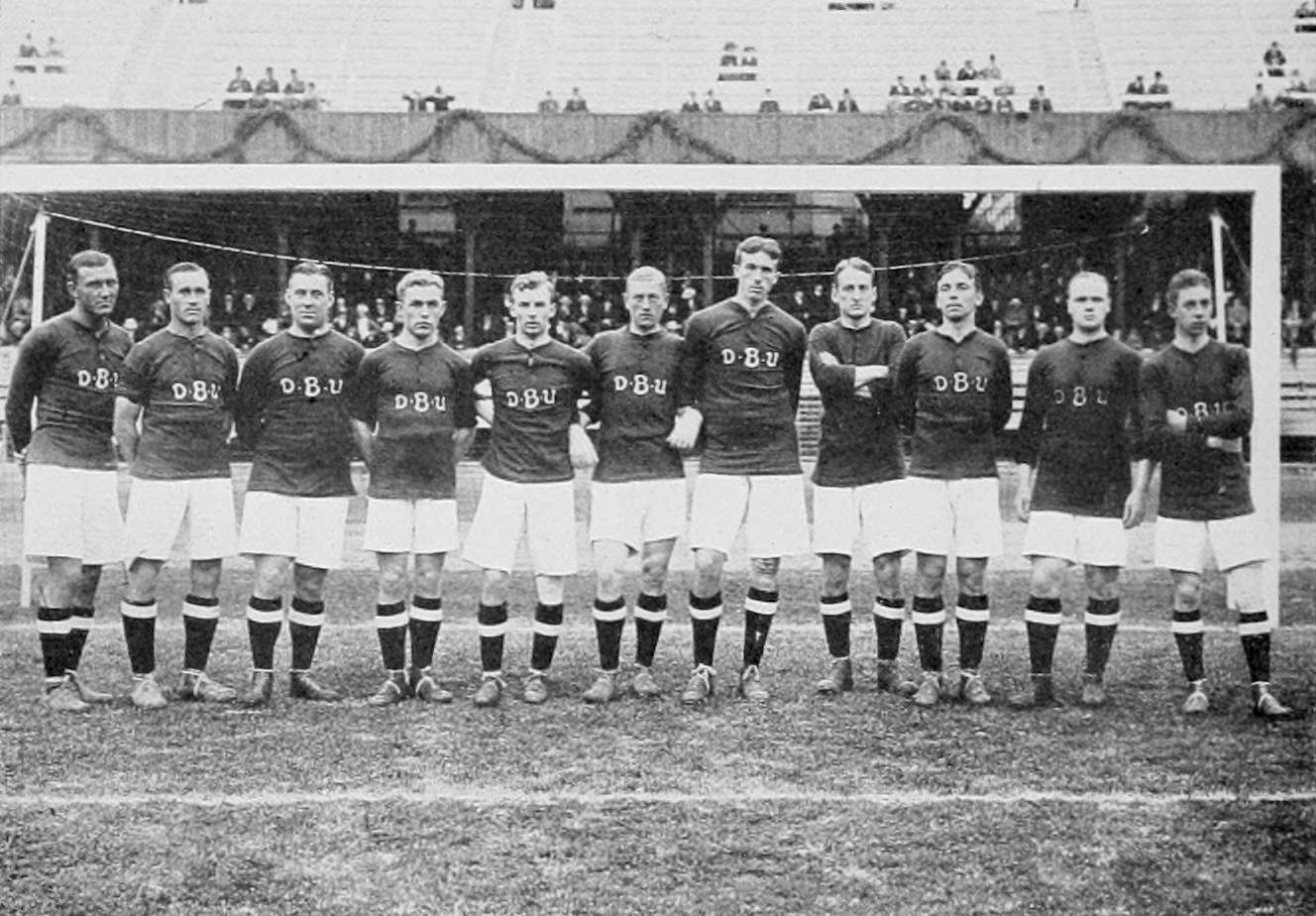
Die dänische Mannschaft bei den Olympischen Spielen 1912

In den ersten Jahren war die dänische Mannschaft sehr erfolgreich bei den Olympischen Spielen. Bei den inoffiziellen Spielen 1906 gewann Dänemark, vertreten durch eine Kopenhagener Stadtauswahl, die Goldmedaille, 1908, 1912 und 1960 Silber und 1948 die Bronzemedaille. 1972 erreichte man noch einmal die Zwischenrunde. Die dänische A-Nationalmannschaft war eine der wenigen westeuropäischen A-Nationalmannschaften, die noch bis in die 1980er Jahre an den Olympischen Spielen bzw. den Qualifikationsspielen dazu teilnahm. So hat Rekord-Nationalspieler Peter Schmeichel 1987 und 1988 acht Qualifikationsspiele für die Olympischen Spiele bestritten, die von der FIFA nicht mehr als A-Länderspiele anerkannt werden, von der DBU aber mitgezählt werden. In den FIFA-Statistiken wird er daher mit 121 Länderspielen geführt.

## Teilnahme Dänemarks an Fußball-Europameisterschaften
Dänemark nahm bisher neunmal an der Endrunde zur Europameisterschaft teil.
| Jahr | Gastgeberland           | Teilnahme bis …    | Letzte(r) Gegner                    | Ergebnis      | Bemerkungen und Besonderheiten |
| ---- | ----------------------- | ------------------ | ----------------------------------- | ------------- | --- |
| 1960 | Frankreich              | nicht qualifiziert |                                     |               | Im Achtelfinale am späteren Dritten Tschechoslowakei gescheitert. |
| 1964 | Spanien                 | Spiel um Platz 3   | Ungarn                              | Vierter       | |
| 1968 | Italien                 | nicht qualifiziert |                                     |               | In der Qualifikation an Ungarn gescheitert. |
| 1972 | Belgien                 | nicht qualifiziert |                                     |               | In der Qualifikation am späteren Dritten Belgien gescheitert. |
| 1976 | Jugoslawien             | nicht qualifiziert |                                     |               | In der Qualifikation an Spanien gescheitert, das sich auch nicht für die Endrunde qualifizieren konnte. |
| 1980 | Italien                 | nicht qualifiziert |                                     |               | In der Qualifikation an England gescheitert |
| 1984 | Frankreich              | Halbfinale         | Spanien                             | –             | Niederlage im Elfmeterschießen. Das Spiel um Platz 3 wurde erstmals nicht ausgetragen. |
| 1988 | BR Deutschland          | Vorrunde           | Deutschland, Italien, Spanien       |               | Nach drei Niederlagen als Gruppenletzter ausgeschieden |
| 1992 | Schweden                | Finale             | Deutschland                         | Europameister | In der Qualifikation an Jugoslawien gescheitert, aber nach dem Ausbruch der Jugoslawienkriege kurzfristig für das ausgeschlossene Jugoslawien nachnominiert. |
| 1996 | England                 | Vorrunde           | Kroatien, Portugal, Türkei          | -             | Nach je einem Sieg, einem Remis und einer Niederlage als Gruppendritter ausgeschieden |
| 2000 | Niederlande und Belgien | Vorrunde           | Frankreich, Niederlande, Tschechien | -             | Nach drei Niederlagen als Gruppenletzter ausgeschieden |
| 2004 | Portugal                | Viertelfinale      | Tschechien                          | -             | |
| 2008 | Österreich und Schweiz  | nicht qualifiziert |                                     |               | In der Qualifikation an Schweden und Spanien gescheitert. |
| 2012 | Polen und Ukraine       | Vorrunde           | Niederlande, Portugal, Deutschland  |               | Nach einem Sieg gegen die Niederlande und zwei Niederlagen gegen Portugal und Deutschland als Gruppendritter ausgeschieden |
| 2016 | Frankreich              | nicht qualifiziert |                                     |               | In der Qualifikation scheiterte Dänemark in den Playoffspielen der Gruppendritten an Schweden. |
| 2021 | Europa                  | Halbfinale         | England                             |               | Trotz Niederlagen gegen Finnland und Belgien qualifizierte sich Dänemark mit einem Sieg gegen Russland wegen der besseren Tordifferenz als Gruppenzweiter für das EM – Achtelfinale. Im Achtelfinale gewann Dänemark gegen Wales und erreichte das Viertelfinale. Dort trafen sie auf Tschechien, welches sie 2:1 besiegten und ins Halbfinale kamen. Im Halbfinale gegen England unterlag Dänemark mit 1:2 nach Verlängerung, nachdem es nach Ende der regulären Spielzeit 1:1 und zur Halbzeit ebenfalls 1:1 gestanden hatte. |
| 2024 | Deutschland             | Achtelfinale       | Deutschland                         |               | In der Vorrunde erspielte sich Dänemark ein 1:1-Remis gegen Slowenien, darauf folgend spielten sie ebenfalls 1:1 gegen England und beendeten die Vorrunde mit einem torlosen Remis gegen Serbien. Mit drei Punkten, aufgrund der Fairplay-Wertung als Gruppenzweiter, qualifizierte sich Dänemark für das Achtelfinale, welches sie mit 0:2 gegen Gastgeber Deutschland verloren und sich nicht für das Viertelfinale qualifizieren konnten.                                                                                    |

## Teilnahme Dänemarks an Fußball-Weltmeisterschaften

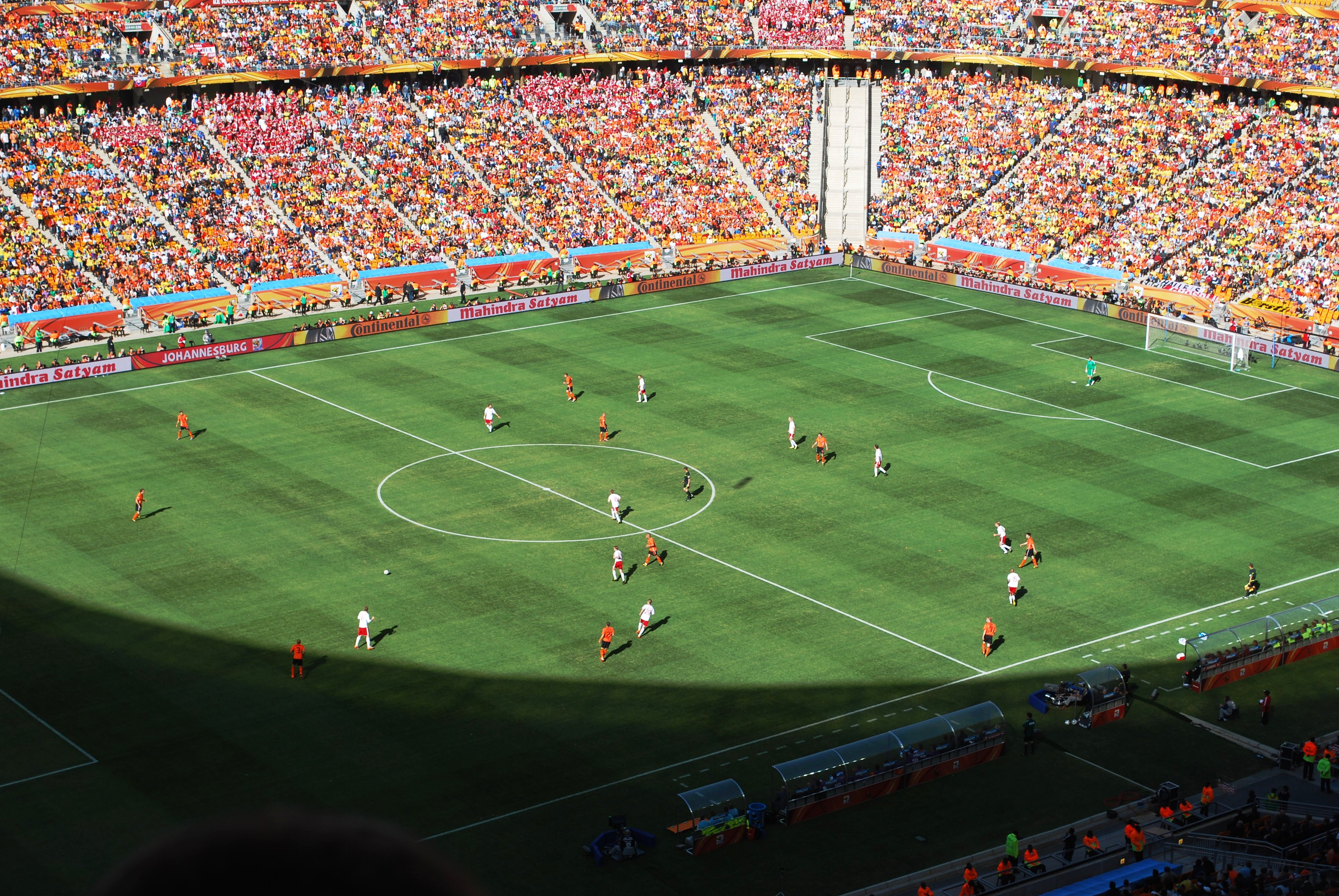
Szene aus dem Spiel Niederlande – Dänemark während der Vorrunde der Fußballweltmeisterschaft 2010

| Jahr | Gastgeberland  | Teilnahme bis …    | Letzte(r) Gegner                 | Ergebnis | Trainer                | Bemerkungen und Besonderheiten |
| ---- | -------------- | ------------------ | -------------------------------- | -------- | ---------------------- | --- |
| 1930 | Uruguay        | nicht teilgenommen |                                  |          |                        | |
| 1934 | Italien        | nicht teilgenommen |                                  |          |                        | |
| 1938 | Frankreich     | nicht teilgenommen |                                  |          |                        | |
| 1950 | Brasilien      | nicht teilgenommen |                                  |          |                        | |
| 1954 | Schweiz        | nicht teilgenommen |                                  |          |                        | |
| 1958 | Schweden       | nicht qualifiziert |                                  |          | Arne Sørensen          | In der Qualifikation an England gescheitert |
| 1962 | Chile          | nicht qualifiziert |                                  |          | Poul Petersen          | |
| 1966 | England        | nicht qualifiziert |                                  |          | Poul Petersen          | In der Qualifikation an der UdSSR gescheitert |
| 1970 | Mexiko         | nicht qualifiziert |                                  |          | Rudolf Strittich       | In der Qualifikation an der ČSSR gescheitert |
| 1974 | Deutschland    | nicht qualifiziert |                                  |          | Rudolf Strittich       | In der Qualifikation an Schottland gescheitert |
| 1978 | Argentinien    | nicht qualifiziert |                                  |          | Kurt Nielssen          | In der Qualifikation an Polen gescheitert |
| 1982 | Spanien        | nicht qualifiziert |                                  |          | Josef Piontek          | In der Qualifikation an Jugoslawien und Italien gescheitert |
| 1986 | Mexiko         | Achtelfinale       | Spanien                          | 9.       | Josef Piontek          | |
| 1990 | Italien        | nicht qualifiziert |                                  |          | Josef Piontek          | In der Qualifikation an Rumänien gescheitert |
| 1994 | USA            | nicht qualifiziert |                                  |          | Richard Møller Nielsen | In der Qualifikation an Spanien und Irland gescheitert |
| 1998 | Frankreich     | Viertelfinale      | Brasilien                        | 8.       | Bo Johansson           | |
| 2002 | Südkorea/Japan | Achtelfinale       | England                          | 10.      | Morten Olsen           | |
| 2006 | Deutschland    | nicht qualifiziert |                                  |          | Morten Olsen           | In der Qualifikation an der Ukraine und der Türkei gescheitert |
| 2010 | Südafrika      | Vorrunde           | Niederlande, Kamerun, Japan      | 24.      | Morten Olsen           | |
| 2014 | Brasilien      | nicht qualifiziert |                                  |          | Morten Olsen           | In der Qualifikation an Italien gescheitert. Als schlechtester Gruppenzweiter qualifizierte sich Dänemark nicht für die Playoff-Runde der besten acht Gruppenzweiten, in der vier weitere WM-Startplätze vergeben wurden. |
| 2018 | Russland       | Achtelfinale       | Kroatien                         | 11.      | Åge Hareide            | Niederlage nach Elfmeterschießen |
| 2022 | Katar          | Vorrunde           | Tunesien, Frankreich, Australien | 28.      | Kasper Hjulmand        | |

## UEFA Nations League
- 2018/19: Liga B, 1. Platz mit 2 Siegen und 2 Remis
- 2020/21: Liga A, 2. Platz mit 3 Siegen, 1 Remis und 2 Niederlagen
- 2022/23: Liga A, 2. Platz mit 4 Siegen und 2 Niederlagen
- 2024/25: Liga A, 2. Platz mit je 2 Siegen, Remis und Niederlagen, Aus im Viertelfinale gegen Portugal

## Titel
- Europameister 1992
- Sieg im Konföderationen-Pokal 1995

## Aktueller Kader
Die Tabelle führt die Spieler auf, die für die Nations-League-Viertelfinalspiele gegen Portugal im März berufen wurden.
- Stand: 23. März 2025 (nach dem 2. Spiel gegen Portugal)

| Name               | Geburtstag    | Spiele | Tore | Verein              | Debüt         | Letzter Einsatz |     |
| Tor                | Tor           | Tor    | Tor  | Tor                 | Tor           | Tor             | Tor |
| ------------------ | ------------- | ------ | ---- | ------------------- | ------------- | --------------- | --- |
| Filip Jørgensen    | 16. Apr. 2002 | 0      | 0    | FC Chelsea          | –             | –               |     |
| Kasper Schmeichel  | 5. Nov. 1986  | 113    | 0    | Celtic Glasgow      | 6. Feb. 2013  | 23. März 2025   |     |
| Mads Hermansen     | 11. Juli 2000 | 0      | 0    | Leicester City      |               |                 |     |
| Abwehr             |               |        |      |                     |               |                 |     |
| Jannik Vestergaard | 3. Aug. 1992  | 53     | 3    | Leicester City      | 14. Aug. 2013 | 23. März 2025   |     |
| Joachim Andersen   | 31. Mai 1996  | 41     | 0    | FC Fulham           | 15. Okt. 2019 | 23. März 2025   |     |
| Joakim Mæhle       | 20. Mai 1997  | 51     | 11   | VfL Wolfsburg       | 5. Sep. 2020  | 20. März 2025   |     |
| Lucas Høgsberg     | 23. Juni 2006 | 0      | 0    | FC Nordsjælland     | –             | –               |     |
| Mads Roerslev      | 24. Juni 1999 | 1      | 0    | VfL Wolfsburg       | 18. Nov. 2024 | 18. Nov. 2024   |     |
| Patrick Dorgu      | 26. Okt. 2004 | 6      | 1    | Manchester United   | 5. Sep. 2024  | 23. März 2025   |     |
| Rasmus Kristensen  | 11. Juli 1997 | 26     | 1    | Eintracht Frankfurt | 4. Sep. 2021  | 23. März 2025   |     |
| Victor Kristiansen | 16. Dez. 2002 | 18     | 0    | Leicester City      | 19. Juni 2023 | 23. März 2025   |     |
| Victor Nelsson     | 14. Okt. 1998 | 16     | 0    | AS Rom              | 11. Nov. 2020 | 18. Nov. 2024   |     |
| Mittelfeld         |               |        |      |                     |               |                 |     |
| Christian Eriksen  | 14. Feb. 1992 | 142    | 44   | Manchester United   | 3. März 2010  | 23. März 2025   |     |
| Christian Nørgaard | 10. März 1994 | 34     | 1    | FC Brentford        | 8. Sep. 2020  | 23. März 2025   |     |
| Jesper Lindstrøm   | 29. Feb. 2000 | 18     | 1    | FC Everton          | 11. Nov. 2020 | 23. März 2025   |     |
| Mikkel Damsgaard   | 3. Juli 2000  | 31     | 4    | FC Brentford        | 11. Nov. 2020 | 18. Nov. 2024   |     |
| Morten Frendrup    | 7. Apr. 2001  | 2      | 0    | CFC Genua           | 8. Sep. 2024  | 23. März 2025   |     |
| Morten Hjulmand    | 25. Juni 1999 | 17     | 1    | Sporting Lissabon   | 7. Sep. 2023  | 23. März 2025   |     |
| Victor Froholdt    | 25. Feb. 2006 | 1      | 0    | FC Kopenhagen       | 23. März 2025 | 23. März 2025   |     |
| Sturm              |               |        |      |                     |               |                 |     |
| Andreas Skov Olsen | 29. Dez. 1999 | 39     | 8    | VfL Wolfsburg       | 7. Okt. 2020  | 23. März 2025   |     |
| Conrad Harder      | 7. Apr. 2005  | 1      | 0    | Sporting Lissabon   | 23. März 2025 | 23. März 2025   |     |
| Gustav Isaksen     | 19. Apr. 2001 | 8      | 2    | Lazio Rom           | 26. März 2024 | 23. März 2025   |     |
| Jonas Wind         | 7. Feb. 1999  | 35     | 8    | VfL Wolfsburg       | 7. Okt. 2020  | 20. März 2025   |     |
| Mika Biereth       | 8. Feb. 2003  | 2      | 0    | AS Monaco           | 23. März 2025 | 23. März 2025   |     |
| Rasmus Højlund     | 4. Feb. 2003  | 24     | 8    | Manchester United   | 22. Sep. 2022 | 23. März 2025   |     |

| Trainer      |          |              |
| Brian Riemer | Dänemark | Oktober 2024 |

## Rekordspieler

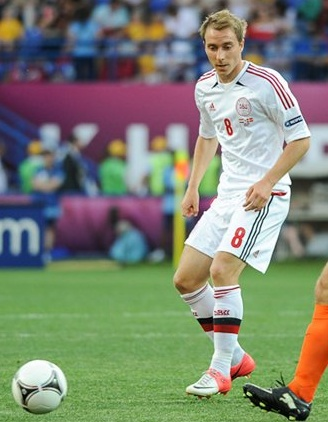
Christian Eriksen, dänischer Rekordnationalspieler seit 2024

(Stand: 23. März 2025)
| Rekordspieler                        | Rekordspieler         | Rekordspieler | Rekordspieler |
| Spiele                               | Spieler               | Zeitraum      | Tore          |
| ------------------------------------ | --------------------- | ------------- | ------------- |
| 142                                  | Christian Eriksen     | 2010–         | 44            |
| 132                                  | Simon Kjær            | 2009–2024     | 5             |
| 129                                  | Peter Schmeichel      | 1987–2001     | 1             |
| 126                                  | Dennis Rommedahl      | 2000–2013     | 21            |
| 113                                  | Kasper Schmeichel     | 2013–         | 0             |
| 112                                  | Jon Dahl Tomasson     | 1997–2010     | 52            |
| 108                                  | Thomas Helveg         | 1994–2007     | 2 0           |
| 104                                  | Michael Laudrup       | 1982–1998     | 37            |
| 102                                  | Morten Olsen          | 1970–1989     | 4             |
| 102                                  | Martin Jørgensen      | 1997–2010     | 12            |
| 101                                  | Thomas Sørensen       | 1999–2012     | 0             |
| 92                                   | Christian Poulsen     | 2001–2012     | 6             |
| 87                                   | John Sivebæk          | 1982–1992     | 1             |
| 86                                   | Jan Heintze           | 1987–2002     | 4             |
| 86                                   | Pierre Emile Højbjerg | 2014–         | 11            |
| 86                                   | Yussuf Poulsen        | 2014–         | 14            |
| 84                                   | Lars Olsen            | 1986–1996     | 4             |
| 82                                   | Brian Laudrup         | 1987–1998     | 21            |
| 81                                   | Nicklas Bendtner      | 2006–2018     | 30            |
| 81                                   | Thomas Delaney        | 2013–2024     | 8             |
| 81                                   | William Kvist         | 2007–2018     | 2             |
| 81                                   | Lars Jacobsen         | 2006–2015     | 1             |
| 80                                   | Jesper Grønkjær       | 1999–2010     | 5             |
| Anmerkungen: 1. 2. 3. 4. 5. 6. 7. 8. |                       |               |               |

| Rekordschützen                                      | Rekordschützen       | Rekordschützen | Rekordschützen |
| Tore                                                | Spieler              | Zeitraum       | Spiele         |
| --------------------------------------------------- | -------------------- | -------------- | -------------- |
| 52                                                  | Poul Nielsen         | 1912–1925      | 38             |
| 52                                                  | Jon Dahl Tomasson    | 1997–2010      | 112            |
| 44                                                  | Pauli Jørgensen      | 1925–1939      | 47             |
| 44                                                  | Christian Eriksen    | 2010–          | 142            |
| 42                                                  | Ole Madsen           | 1958–1969      | 50             |
| 38                                                  | Preben Elkjær Larsen | 1977–1988      | 69             |
| 37                                                  | Michael Laudrup      | 1982–1998      | 104            |
| 30                                                  | Nicklas Bendtner     | 2006–2018      | 81             |
| 29                                                  | Henning Enoksen      | 1958–1966      | 54             |
| 22                                                  | Michael Rohde        | 1915–1931      | 40             |
| 22                                                  | Ebbe Sand            | 1998–2004      | 66             |
| 21                                                  | Brian Laudrup        | 1987–1998      | 82             |
| 21                                                  | Flemming Poulsen     | 1987–1994      | 62             |
| 21                                                  | Dennis Rommedahl     | 2000–2013      | 126            |
| 20                                                  | Allan Simonsen       | 1972–1986      | 55             |
| Anmerkungen: 1. 2. 3. 4. 5. 6. 7. 8. 9. 10. 11. 12. |                      |                |                |

## Trainerchronik
- Stand: 23. März 2025

| Name                               | Nationalität | Periode                                | Spiele | Gewonnen | Remis | Verloren | Tordifferenz |
| ---------------------------------- | ------------ | -------------------------------------- | ------ | -------- | ----- | -------- | ------------ |
| Charles Williams                   | England      | 1908–1910                              | 004    | 03       | 01    | 0        | 028:004      |
| Axel Andersen Byrval               | Danemark     | 1913–1915 & 1917–1918                  | 016    | 14       | 01    | 01       | 068:012      |
| Jack Carr                          | England      | 1920                                   | 001    | 0        | 0     | 01       | 000:001      |
| Edward Magner                      | Danemark     | 1939                                   | 002    | 02       | 0     | 0        | 011:003      |
| Sophus Nielsen                     | Danemark     | 1940                                   | 002    | 0        | 02    | 0        | 004:004      |
| Jack Butler                        | England      | 1946                                   | 002    | 01       | 0     | 01       | 004:003      |
| Axel Bjerregaard                   | Danemark     | 1948 & 1952                            | 006    | 04       | 0     | 02       | 019:008      |
| Ove Bøje                           | Danemark     | 1948                                   | 003    | 02       | 0     | 01       | 012:002      |
| Robert Mountford                   | England      | 1948                                   | 004    | 02       | 0     | 02       | 015:011      |
| Alf Young                          | England      | 1956                                   | 001    | 0        | 0     | 01       | 001:002      |
| Lajos Szendrődi                    | Ungarn       | 1956                                   | 001    | 0        | 01    | 0        | 001:001      |
| Arne Sørensen                      | Danemark     | 1956 (Nov.) – 1961 (Dez.)              | 041    | 20       | 08    | 13       | 094:078      |
| Poul Petersen                      | Danemark     | 1962 (Mai) – 1966 (Nov.)               | 047    | 17       | 08    | 22       | 085:094      |
| Ernst Netuka/Erik Hansen           | /            | 1967 (Jan.) – 1967 (Dez.)              | 008    | 04       | 02    | 02       | 029:011      |
| Henry From/Erik Hansen/John Hansen | Danemark     | 1968 (Jan.) – 1969 (Dez.)              | 020    | 09       | 02    | 09       | 041:029      |
| Rudi Strittich                     | Osterreich   | 1970 (Mai) – 1975 (Okt.)               | 060    | 20       | 11    | 29       | 080:100      |
| Kurt Nielsen                       | Danemark     | 1976 (Febr.) – 1979 (Juni)             | 031    | 13       | 06    | 12       | 055:045      |
| Sepp Piontek                       | Deutschland  | 1979 (Juni) – 1990 (Apr.)              | 115    | 52       | 24    | 39       | 168:123      |
| Richard Møller Nielsen             | Danemark     | 1987, 1988 & 1990 (Juli) – 1996 (Juni) | 067    | 37       | 17    | 13       | 107:049      |
| Bo Johansson                       | Schweden     | 1996 (Juli) – 2000 (Juni)              | 040    | 17       | 09    | 14       | 051:043      |
| Morten Olsen                       | Danemark     | 2000 (August) – 2015 (November)        | 166    | 80       | 42    | 44       | 258:178      |
| Åge Hareide                        | Norwegen     | 2015 (Dezember) – 2020 (Juni)          | 042    | 20       | 18    | 04       | 077:028      |
| Kasper Hjulmand                    | Danemark     | 2020 (August) – 2024 (Juli)            | 055    | 33       | 08    | 14       | 102:046      |
| Lars Knudsen                       | Danemark     | 2024 (August) – 2024 (Oktober)         | 004    | 02       | 01    | 01       | 006:003      |
| Brian Riemer                       | Danemark     | 2024 (Oktober) –                       | 002    | 01       | 01    | 02       | 004:008      |
| Anmerkungen: 1. 2.                 |              |                                        |        |          |       |          |              |

## Länderspiele gegen deutschsprachige Fußballnationalmannschaften

### Länderspiele gegen diedeutsche Fußballnationalmannschaft
|     | Datum              | Ort                   | Heimmannschaft  | Resultat | Gastmannschaft  |
| --- | ------------------ | --------------------- | --------------- | -------- | --------------- |
| 01. | 6. Oktober 1912    | Kopenhagen            | Dänemark        | 3:1      | Deutsches Reich |
| 02. | 26. Oktober 1913   | Hamburg               | Deutsches Reich | 1:4      | Dänemark        |
| 03. | 2. Oktober 1927    | Kopenhagen            | Dänemark        | 2:1      | Deutsches Reich |
| 04. | 16. September 1928 | Nürnberg              | Deutsches Reich | 2:1      | Dänemark        |
| 05. | 7. September 1930  | Kopenhagen            | Dänemark        | 6:3      | Deutsches Reich |
| 06. | 27. September 1931 | Hannover              | Deutsches Reich | 4:2      | Dänemark        |
| 07. | 7. Oktober 1934    | Kopenhagen            | Dänemark        | 2:5      | Deutsches Reich |
| 08. | 16. Mai 1937       | Breslau               | Deutsches Reich | 8:0      | Dänemark        |
| 09. | 25. Juni 1939      | Kopenhagen            | Dänemark        | 0:2      | Deutsches Reich |
| 10. | 17. November 1940  | Hamburg               | Deutsches Reich | 1:0      | Dänemark        |
| 11. | 16. November 1941  | Dresden               | Deutsches Reich | 1:1      | Dänemark        |
| 12. | 24. September 1958 | Kopenhagen            | Dänemark        | 1:1      | Deutschland     |
| 13. | 20. September 1961 | Nürnberg              | Deutschland     | 5:1      | Dänemark        |
| 14. | 30. Juni 1971      | Kopenhagen            | Dänemark        | 1:3      | Deutschland     |
| 15. | 25. August 1971    | Flensburg             | Deutschland     | 1:3      | Dänemark        |
| 16. | 18. April 1972     | Kopenhagen            | Dänemark        | 0:1      | Deutschland     |
| 17. | 13. Juni 1986      | Santiago de Querétaro | Dänemark        | 2:0      | Deutschland     |
| 18. | 24. September 1986 | Kopenhagen            | Dänemark        | 0:2      | Deutschland     |
| 19. | 23. September 1987 | Hamburg               | Deutschland     | 1:0      | Dänemark        |
| 20. | 18. November 1987  | Aarhus                | Dänemark        | 0:1      | Deutschland     |
| 21. | 30. März 1988      | Osnabrück             | Deutschland     | 1:1      | Dänemark        |
| 22. | 14. Juni 1988      | Gelsenkirchen         | Deutschland     | 2:0      | Dänemark        |
| 23. | 30. Mai 1990       | Gelsenkirchen         | Deutschland     | 1:0      | Dänemark        |
| 24. | 26. Juni 1992      | Göteborg              | Dänemark        | 2:0      | Deutschland     |
| 25. | 9. September 1992  | Kopenhagen            | Dänemark        | 1:2      | Deutschland     |
| 26. | 27. März 1996      | München               | Deutschland     | 2:0      | Dänemark        |
| 27. | 15. November 2000  | Kopenhagen            | Dänemark        | 2:1      | Deutschland     |
| 28. | 28. März 2007      | Duisburg              | Deutschland     | 0:1      | Dänemark        |
| 29. | 11. August 2010    | Kopenhagen            | Dänemark        | 2:2      | Deutschland     |
| 30. | 17. Juni 2012      | Lemberg               | Dänemark        | 1:2      | Deutschland     |
| 31. | 6. Juni 2017       | Brøndby               | Dänemark        | 1:1      | Deutschland     |
| 32. | 2. Juni 2021       | Innsbruck             | Dänemark        | 1:1      | Deutschland     |
| 33. | 29. Juni 2024      | Dortmund              | Deutschland     | 2:0      | Dänemark        |

### Länderspiele gegen dieFußballnationalmannschaft der DDR
|     | Datum              | Ort        | Heimmannschaft                  | Resultat | Gastmannschaft                  |
| --- | ------------------ | ---------- | ------------------------------- | -------- | ------------------------------- |
| 01. | 28. Mai 1961       | Kopenhagen | Dänemark                        | 1:1      | Deutsche Demokratische Republik |
| 02. | 23. Mai 1962       | Leipzig    | Deutsche Demokratische Republik | 4:1      | Dänemark                        |
| 03. | 4. Juni 1967       | Kopenhagen | Dänemark                        | 1:1      | Deutsche Demokratische Republik |
| 04. | 11. Oktober 1967   | Leipzig    | Deutsche Demokratische Republik | 3:2      | Dänemark                        |
| 05. | 4. Mai 1983        | Aarhus     | Dänemark                        | 1:2      | Deutsche Demokratische Republik |
| 06. | 18. April 1984     | Magdeburg  | Deutsche Demokratische Republik | 4:0      | Dänemark                        |
| 07. | 8. Mai 1985        | Kopenhagen | Dänemark                        | 4:1      | Deutsche Demokratische Republik |
| 08. | 10. September 1986 | Leipzig    | Deutsche Demokratische Republik | 0:1      | Dänemark                        |

### Länderspiele gegen dieliechtensteinische Fussballnationalmannschaft
|     | Datum              | Ort     | Heimmannschaft | Resultat | Gastmannschaft |
| --- | ------------------ | ------- | -------------- | -------- | -------------- |
| 01. | 11. Oktober 2006   | Vaduz   | Liechtenstein  | 0:4      | Dänemark       |
| 02. | 12. September 2007 | Aarhus  | Dänemark       | 4:0      | Liechtenstein  |
| 03. | 31. August 2016    | Horsens | Dänemark       | 5:0      | Liechtenstein  |

### Länderspiele gegen dieluxemburgische Fußballnationalmannschaft
|     | Datum             | Ort        | Heimmannschaft | Resultat | Gastmannschaft |
| --- | ----------------- | ---------- | -------------- | -------- | -------------- |
| 01. | 4. Dezember 1963  | Luxemburg  | Luxemburg      | 3:3      | Dänemark       |
| 02. | 10. Dezember 1963 | Kopenhagen | Dänemark       | 2:2      | Luxemburg      |
| 03. | 18. Dezember 1963 | Amsterdam  | Dänemark       | 1:0      | Luxemburg      |
| 04. | 20. November 1968 | Kopenhagen | Dänemark       | 5:1      | Luxemburg      |
| 05. | 19. November 1980 | Kopenhagen | Dänemark       | 4:0      | Luxemburg      |
| 06. | 1. Mai 1981       | Luxemburg  | Luxemburg      | 1:2      | Dänemark       |
| 07. | 10. November 1982 | Luxemburg  | Luxemburg      | 1:2      | Dänemark       |
| 08. | 12. Oktober 1983  | Kopenhagen | Dänemark       | 6:0      | Luxemburg      |
| 09. | 12. Oktober 2002  | Kopenhagen | Dänemark       | 2:0      | Luxemburg      |
| 10. | 11. Juni 2003     | Luxemburg  | Luxemburg      | 0:2      | Dänemark       |

### Länderspiele gegen dieösterreichische Fußballnationalmannschaft
|     | Datum              | Ort        | Heimmannschaft | Resultat | Gastmannschaft |
| --- | ------------------ | ---------- | -------------- | -------- | -------------- |
| 01. | 5. November 1950   | Wien       | Österreich     | 5:1      | Dänemark       |
| 02. | 17. Juni 1951      | Kopenhagen | Dänemark       | 3:3      | Österreich     |
| 03. | 19. Mai 1982       | Wien       | Österreich     | 1:0      | Dänemark       |
| 04. | 12. September 1984 | Kopenhagen | Dänemark       | 3:1      | Österreich     |
| 05. | 27. April 1988     | Wien       | Österreich     | 1:0      | Dänemark       |
| 06. | 5. Juni 1991       | Odense     | Dänemark       | 2:1      | Österreich     |
| 07. | 9. Oktober 1991    | Wien       | Österreich     | 0:3      | Dänemark       |
| 08. | 3. März 2010       | Wien       | Österreich     | 2:1      | Dänemark       |
| 09. | 16. Oktober 2018   | Herning    | Dänemark       | 2:0      | Österreich     |
| 10. | 31. März 2021      | Wien       | Österreich     | 0:4      | Dänemark       |
| 11. | 12. Oktober 2021   | Kopenhagen | Dänemark       | 1:0      | Österreich     |
| 12. | 6. Juni 2022       | Wien       | Österreich     | 1:2      | Dänemark       |
| 13. | 13. Juni 2022      | Kopenhagen | Dänemark       | 2:0      | Österreich     |

### Länderspiele gegen dieSchweizer Fussballnationalmannschaft
|     | Datum              | Ort        | Heimmannschaft | Resultat | Gastmannschaft |
| --- | ------------------ | ---------- | -------------- | -------- | -------------- |
| 01. | 17. Juni 1923      | Kopenhagen | Dänemark       | 3:2      | Schweiz        |
| 02. | 21. April 1924     | Basel      | Schweiz        | 2:0      | Dänemark       |
| 03. | 27. Juni 1953      | Basel      | Schweiz        | 1:4      | Dänemark       |
| 04. | 19. September 1954 | Kopenhagen | Dänemark       | 1:1      | Schweiz        |
| 05. | 21. April 1971     | Vevey      | Schweiz        | 2:1      | Dänemark       |
| 06. | 5. Mai 1971        | Kopenhagen | Dänemark       | 4:0      | Schweiz        |
| 07. | 4. Oktober 1972    | Kopenhagen | Dänemark       | 1:1      | Schweiz        |
| 08. | 27. August 1980    | Lausanne   | Schweiz        | 1:1      | Dänemark       |
| 09. | 17. Oktober 1984   | Bern       | Schweiz        | 1:0      | Dänemark       |
| 10. | 9. Oktober 1985    | Kopenhagen | Dänemark       | 0:0      | Schweiz        |
| 11. | 14. Oktober 1998   | Zürich     | Schweiz        | 1:1      | Dänemark       |
| 12. | 4. September 1999  | Kopenhagen | Dänemark       | 2:1      | Schweiz        |
| 13. | 26. März 2019      | Basel      | Schweiz        | 3:3      | Dänemark       |
| 14. | 12. Oktober 2019   | Kopenhagen | Dänemark       | 1:0      | Schweiz        |
| 15. | 5. September 2024  | Kopenhagen | Dänemark       | 2:0      | Schweiz        |
| 16. | 15. Oktober 2024   | St. Gallen | Schweiz        | 2:2      | Dänemark       |